# Olli-Pekka Heinonen
Olli-Pekka Heinonen född 25 juni 1964 i Euraåminne, är en finländsk politiker och tjänsteman. (samlingspartist). Han var Finlands trafikminister 15.4.1999 –3.1.2002 och Undervisnings- och kulturminister 11.2.1994 - 14.4.1999. 
Sedan oktober 2016 har han varit generaldirektör för Utbildningsstyrelsen.

## Utmärkelser
- Kommendörstecknet av Finlands Vita Ros’ orden,  6 december 1995[2]

[Redigera Wikidata]